# Bhutan vid världsmästerskapen i simsport 2024
Bhutan tävlade vid världsmästerskapen i simsport 2024 i Doha i Qatar mellan den 2 och 18 februari 2024. Bhutan hade en trupp på två manliga idrottare.

## Tävlande per sport
Följande är en lista över antalet tävlande per sport.
| Sport   | Herrar | Damer | Totalt |
| ------- | ------ | ----- | ------ |
| Simning | 2      | 0     | 2      |
| Totalt  | 2      | 0     | 2      |

## Simning
Herrar
| Idrottare      | Gren            | Heat    | Heat      | Semifinal        | Semifinal        | Final            | Final            |
| Idrottare      | Gren            | Tid     | Placering | Tid              | Placering        | Tid              | Placering        |
| -------------- | --------------- | ------- | --------- | ---------------- | ---------------- | ---------------- | ---------------- |
| Kinley Lhendup | 50 m frisim     | 26,62   | 94        | Gick inte vidare | Gick inte vidare | Gick inte vidare | Gick inte vidare |
| Kinley Lhendup | 100 m fjärilsim | 1.01,87 | 62        | Gick inte vidare | Gick inte vidare | Gick inte vidare | Gick inte vidare |
| Sangay Tenzin  | 100 m frisim    | 55,42   | 89        | Gick inte vidare | Gick inte vidare | Gick inte vidare | Gick inte vidare |
| Sangay Tenzin  | 200 m frisim    | 2.04,13 | 65        | Gick inte vidare | Gick inte vidare | Gick inte vidare | Gick inte vidare |